# S-50直升機
西科斯基 S-50（英語：Sirkosky S-50)R-6的小型輕量化版本，於1943年為美國陸軍航空軍設計的觀察直升機。該機強調最小重量。三片主旋翼由金屬和膠合板構成，並外覆2層織物。尾槳也是3片由層壓木製成的葉片。該設計的進一步重量減輕包括拒絕傳統的油壓支柱尾輪，轉而採用由三個橡膠圓環緩衝的樞軸上的尾橇。西科斯基為S-50建造了一個全尺寸的木製模型，但從未生產過飛行樣機。.

## 外部連結
（页面存档备份，存于）
 （页面存档备份，存于）